# Westerveldt Board
Le Calibre Board, ou Westervelt Board comme on l'appelle parfois, est une commission d'étude de l'armée de terre des États-Unis créée le 11 décembre 1918 en France dont la mission, qui s'est terminée en mai 1919, est d'évaluer les enseignements tirés de la Première Guerre mondiale en ce qui concerne l'utilisation de l'artillerie, et de formuler des recommandations concernant les politiques futures relatives à son développement par les forces armées des États-Unis à la suite de l'engagement des États-Unis pendant la Première Guerre mondiale.
La mission était de : ... Procéder à une étude de l'armement, les calibres et les types de matériel, les types et la proportion de munitions, et les méthodes de transport de l'artillerie à affecter à une armée de campagne.
Il était composé de sept officiers et d'assistants dont la première réunion de travail eut lieu en janvier 1919, et qui interrogèrent leurs homologues britanniques, français et italiens, et qui étudièrent les pièces d'artillerie allemandes.
Dans l'exercice de son travail, le bureau des calibres a rassemblé tous les types de matériel d'artillerie et a soumis ces matériels à une évaluation tactique. Toutefois, afin d'obtenir une évaluation technique, ces pièces d'artillerie du matériel sont envoyées à Aberdeen Proving Ground dans le Maryland pour y être examinées et testées par les ingénieurs militaires.
Il préconisa dans son rapport final de mai 1919, outre la motorisation des unités d'artillerie, la mise en service d'obusiers de 105 et 155 mm, cela donnera plus tard naissance à l'howitzer 105 mm M2A1. Les recommandations du Conseil n'ont jamais été totalement acceptées ou mises en œuvre. Mais en termes de matériel d'artillerie, des missions et des organisations, l'impact de leur rapport final est ressentie par l'artillerie américaine tout le long du XXe siècle.